# District de Kordaï
Le  district de Kordaï (kazakh : Қордай ауданы; russe : Кордайский район) est un district de l'oblys de Djamboul au sud-est du Kazakhstan. 

## Géographie
Son centre administratif est la localité de Kordaï. 

## Démographie
Sa population est de 132 483 habitants en 2009.